# Theo Jansen

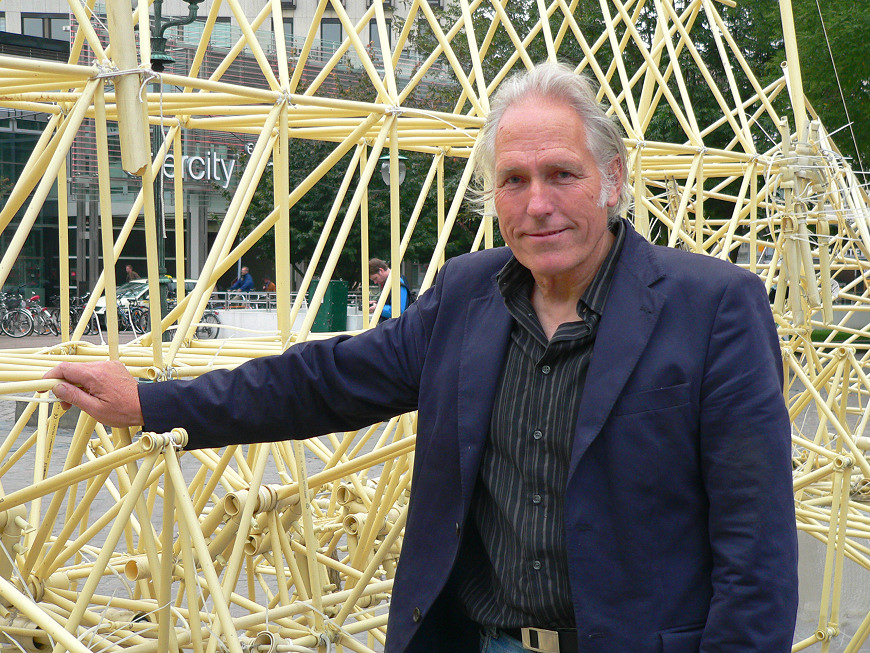
Theo Jansen mit Strandbeest in Hannover, 2007

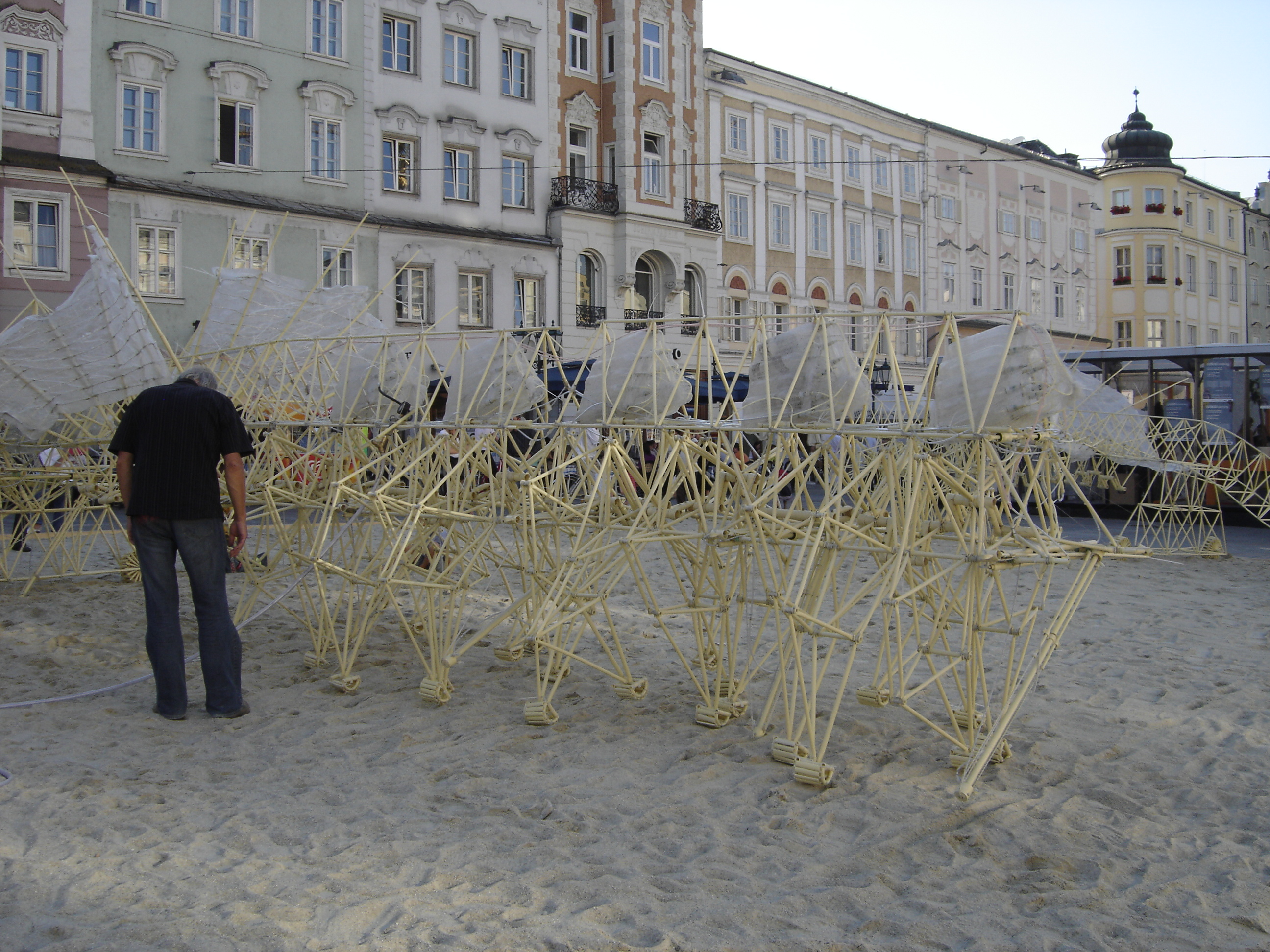
Auf Sand selbsttätig gehendes Strandbeest auf dem Linzer Hauptplatz anlässlich der Ars Electronica 2005

Theo Jansen (* 17. März 1948 in Scheveningen) ist ein niederländischer Künstler, der Kunst, evolutionaristische Bionik und Ingenieurwissenschaften kombiniert.

## Leben
Jansen wuchs in Scheveningen auf. Er war das jüngste von elf Kindern.
Jansen studierte sieben Jahre lang Physik an der Universität Delft, verließ die Universität aber 1974 ohne Abschluss. Nach dem Studium begann er als Künstler zu arbeiten. Zunächst beschäftigte er sich ausschließlich mit Malerei. 1980 baute er eine „Fliegende Untertasse“, die er über Delft fliegen ließ und damit für große Aufregung sorgte.
Seit 1990 entwickelt er kinetische Kunstobjekte, die er Strandbeesten (‚Strandtiere‘) nennt. Es handelt sich um gehende Maschinen, die aus gelben Plastikrohren, Kabelbindern, Nylonfäden und Klebebändern konstruiert sind. Die Umwandlung von einer geradlinigen Bewegung in eine Drehbewegung (und umgekehrt) erfolgt dabei über Koppelgetriebe. Die für ihre Bewegung notwendige Energie beziehen sie aus dem Wind oder Druckluft. Die zum Teil Tieren ähnlich sehenden und an Fabelwesen erinnernden skelettartigen Gebilde befinden sich nach Angaben des Künstlers bereits in der 7. Generation einer Evolution in Richtung „eigenständig lebender Wesen“. Die Strandbeesten können sich grob an ihrer Umwelt orientieren. So verankern sie sich bei einem aufkommenden Sturm selbstständig im Sand, erkennen mit ihren Fühlern Hindernisse und ändern die Laufrichtung, wenn sie ins Wasser geraten.
Für seine innovative kinetische Kunst bekam Theo Jansen den Sonderpreis der Prix Ars Electronica 2005 zugesprochen.
Weitläufig bekannt wurde er 2007 durch den Werbespot der Automarke BMW.
Theo Jansen war ein Redner auf der TED (Konferenz) 2007.
Theo Jansen spielt Gitarre und singt in der niederländischen Band Mbungo Express.
In einer 2016 erstmals ausgestrahlten Episode der Simpsons war Theo Jansen als Gaststar zu sehen.

## Medien
- Works of Art – Theo Jansen. DVD, Eigenverlag[11]
- Strandbeesten. Dokumentarfilm, Alexander Schlichter, Aplusfilm, 32 min (Wettbewerb des XVI. Internationalen Film Festivals of the Art of Cinematography, CAMERIMAGE; online strandbeestmovie.com; alexanderschlichter.de)
- Ein moderner da Vinci – Theo Jansen und seine Skulpturen. 3sat Kulturzeit, 13. Aug. 2008, 7 Min (nicht mehr online)
- A Boy's Dream 75-minütige Dokumentation von Walther Grotenhuis u. Cinta Forger, Niederlande, 2015[12]